# Погреб
По́греб — постоянное помещение для хранения припасов, в частности, сельскохозяйственной продукции. Стены погреба обычно выполняют из кирпича, камня, бетона, дерева и других строительных материалов. В плотном грунте стены не облицовывают вообще (например, погреб-кувшин, квеври). В погребе постоянно сохраняются определённые условия:
- затемнение;
- свежий, чистый воздух;
- пониженная температура.

По своему расположению может быть отдельно стоящим, расположенным под жилым домом или хозяйственной постройкой.
Существуют специальные виды погребов имеющие особую конструкцию и назначение: винные погреба для созревания и хранения вин, пороховые и артиллерийские погреба на военных судах и в береговых укреплениях для хранения боеприпасов, и давно вышедшие из использования, имеющие лишь историческое значение, ренсковые погреба для продажи вин и керосиновые погреба — для хранения керосина от осветительных ламп на железнодорожных станциях Российской империи (с середины XIX до начала XX века).
На русском севере распространены погреба в мерзлотном грунте. Самый крупный, на 1750 тонн хранения, создан в 1950-х годах рыбозаводом в селе Новый Порт на Ямале. Известны мерзлотники в Гыде, Ямбурге. Крупный мерзлотник в Салехарде, построенный русскими купцами в XIX веке, в настоящее время утрачен.